# Buffalo Lake
Buffalo Lake – miasto w Stanach Zjednoczonych, w stanie Minnesota, w hrabstwie Renville.